# Jules Lootens

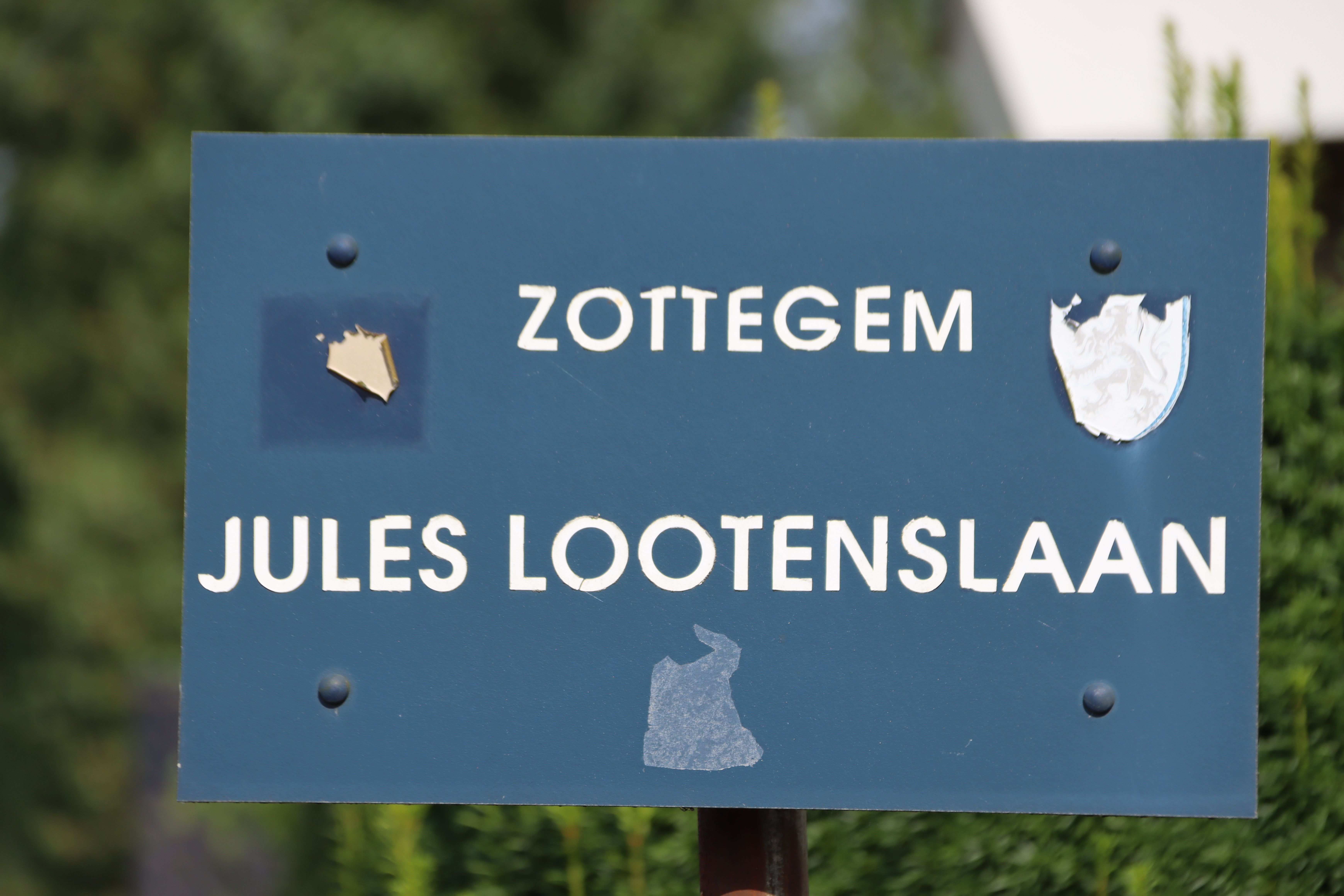
Jules Lootenslaan Zottegem

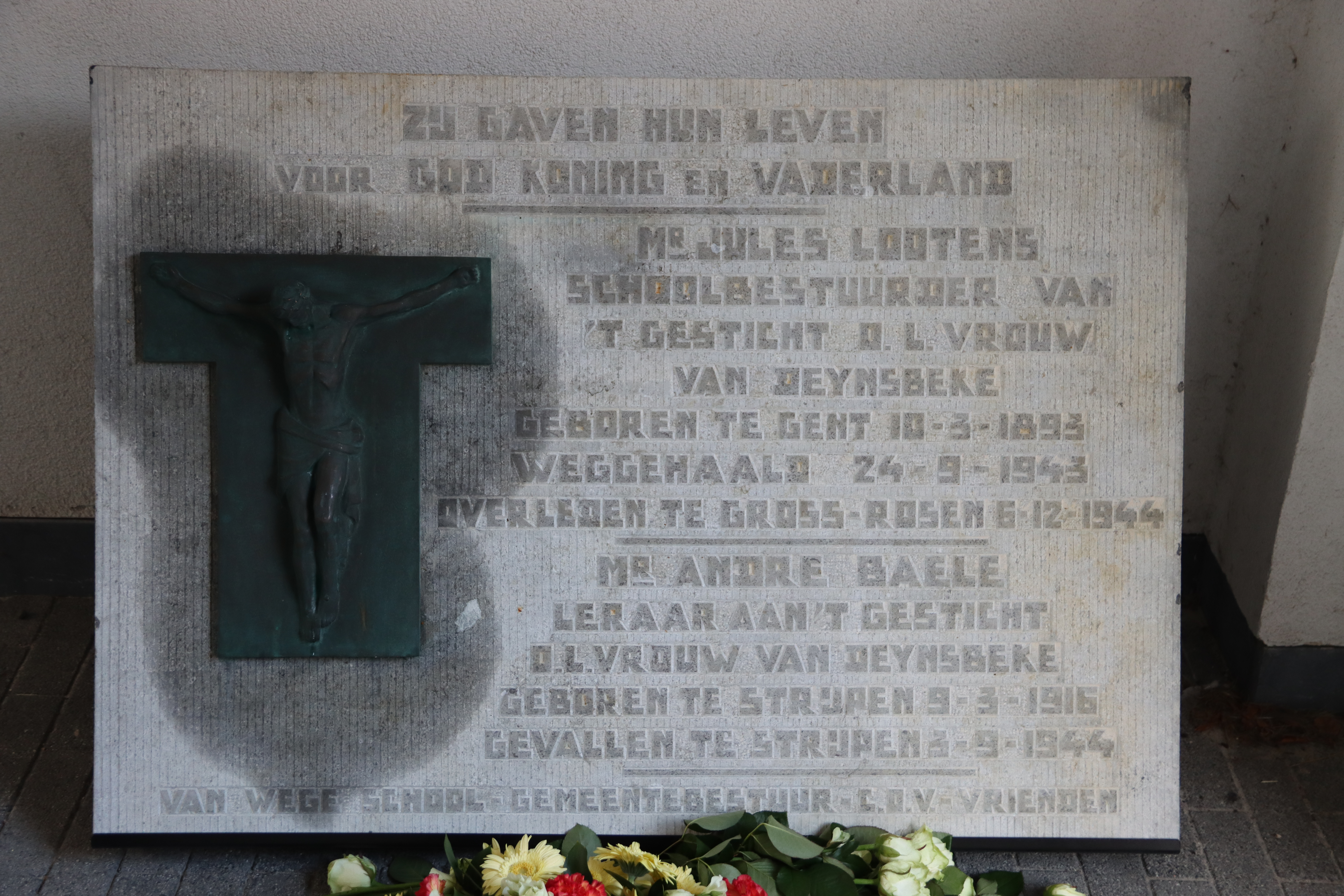
Gedenksteen Jules Lootens, voormalig gesticht O.L.V. van Deynsbeke

Jules Lootens (Gent, 10 maart 1893 - Gross-Rosen, 6 december 1944) was een lid van het Belgische verzet tijdens de Tweede Wereldoorlog. Lootens was sinds 1942 hoofdonderwijzer in het gesticht O.L.V. van Deynsbeke in Zottegem. Hij was master van de scoutsgroep en brigadechef van het Geheim Leger in het verzet. Als weerstander bracht hij clandestiene bladen in omloop, waarschuwde door de Duitse bezetter verdachte personen, hielp mee bij het verbergen en laten ontsnappen van geallieerde vliegeniers. Hij opereerde als verbindingsagent met Engeland. Jules Lootens maakte een oriënteringskaart, die zich in de toren van de Zottegemse Onze-Lieve-Vrouw-Hemelvaartkerk bevond. Dankzij het windroosdoek kon de torenwacht de lokale hulpdiensten op de hoogte brengen van inslaande bommen en explosies. Op 24 september 1943 werd Lootens door de Gentse Gestapo opgepakt. Via de gevangenis van Gent en de gevangenis van Sint-Gillis kwam hij in de Duitse kampen terecht. Hij werd van Sint-Gillis naar Kamp Esterwegen overgebracht en daarna naar Groß Strehlitz; op 30 oktober 1944 werd hij op transport gezet naar Groß-Rosen. Op 27 mei 1945 meldde Radio Brussel dat Jules Lootens vrij was en in Bern zat, maar deze informatie klopte niet. Lootens overleed al op 7 december 1944 in het kamp van Groß-Rosen in Silezië (Polen)
Op 23 januari 1947 werd een rouwdienst gehouden in de Zottegemse Onze-Lieve-Vrouw-Hemelvaartkerk. Op 5 oktober 1947 liet collegedirecteur Back, links in de inkompartij van de school, een arduinen gedenkplaat maken ter nagedachtenis van Jules Lootens en van André Baele (de twee onderwijzers die het slachtoffer waren geworden van de Tweede Wereldoorlog). Het monument werd gemaakt door de firma Van de Velde uit Sint-Niklaas. De gedenkplaat werd bekostigd door het verkopen van duizend foto's van de gedenksteen. 
De tekst op de gedenkplaat luidde als volgt: Zij gaven hun leven voor God, koning en vaderland Mr Jules Lootens, schoolbestuurder van 't gesticht O.L. Vrouw van Deynsbeke geboren te Gent 10-3-1893 weggehaald 24-9-1943 overleden te Gross-Rosen 6-12-1944 Mr André Baele leraar aan 't gesticht O.L. Vrouw van Deynsbeke geboren te Strijpen 9-3-1916 gevallen te Strijpen 3-9-1944 van wege school - gemeentebestuur - C.O.V - vrienden. De gedenkplaat verdween bij het ombouwen tot appartementencomplex Collegium. In september 2024 werd de gedenksteen teruggeplaatst ter gelegenheid van 80 jaar bevrijding.
In de Zottegemse wijk Bevegem werd de Jules Lootenslaan naar hem vernoemd. Zijn naam staat ook vermeld op het Oorlogsmonument op het Politiek Gevangenenplein.